# Liste der Monuments historiques in Saint-Germain-Laxis
Die Liste der Monuments historiques in Saint-Germain-Laxis führt die Monuments historiques in der französischen Gemeinde Saint-Germain-Laxis auf.

## Liste der Objekte
| Bezeichnung                | Beschreibung                                                              | Standort                        | Kennzeichnung | Schutzstatus | Datum | Bild |
| -------------------------- | ------------------------------------------------------------------------- | ------------------------------- | ------------- | ------------ | ----- | ---- |
| Flachrelief: Saint Germain | Holz, 1630                                                                | in der Kirche St-Germain (Lage) | PM77001545    | Classé       | 1904  |      |
| Hauptaltar                 | Altartisch und Retabel; Holz, farbig gefasst, und Marmor, 18. Jahrhundert | in der Kirche St-Germain (Lage) | PM77003159    | Inscrit      | 1979  |      |
| Lesepult                   | Holz und Schmiedeeisen, 18. und 19. Jahrhundert                           | in der Kirche St-Germain (Lage) | PM77003246    | Inscrit      | 1979  |      |